# Gildo De Stefano

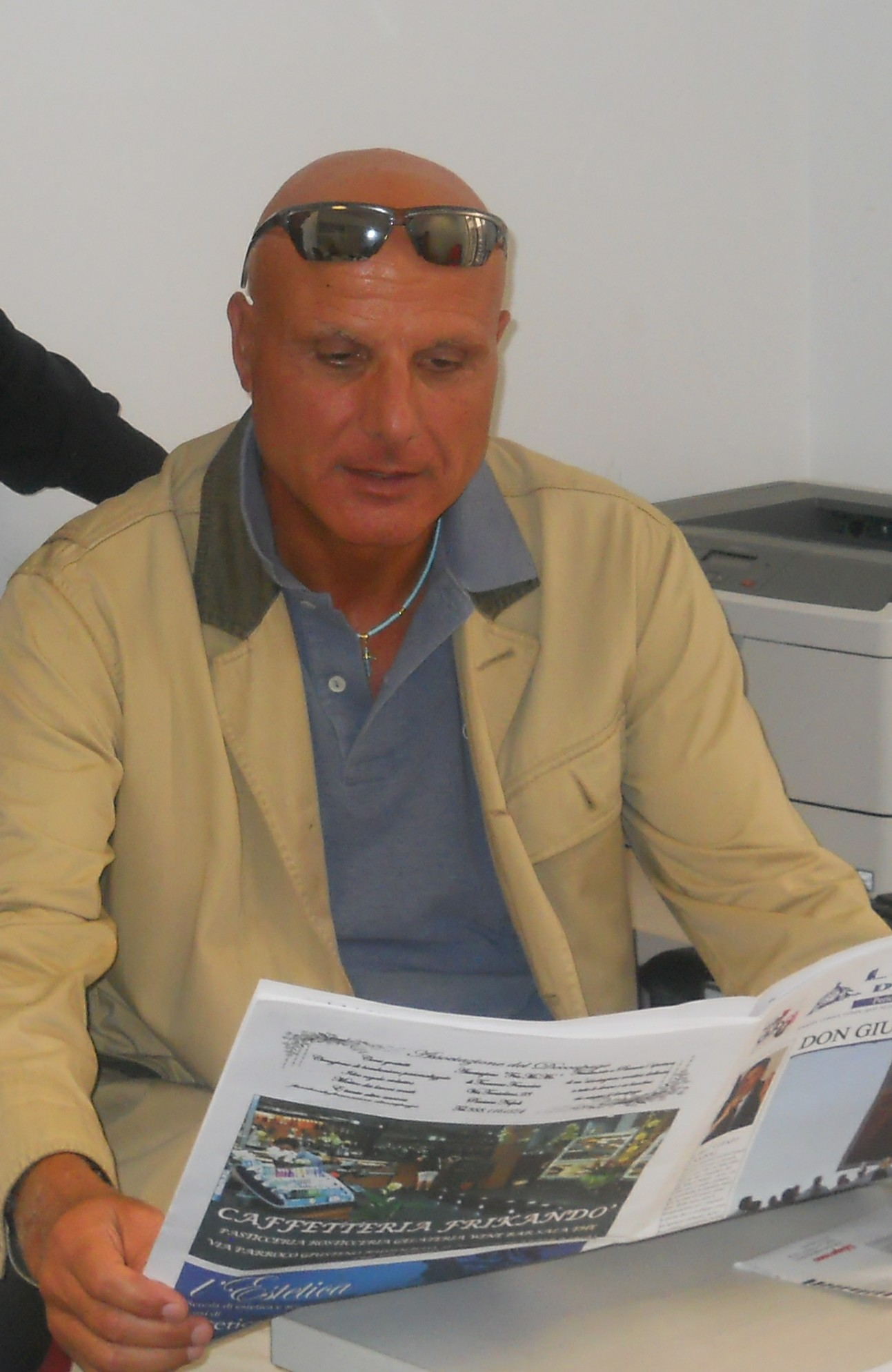
Gildo De Stefano, en el periódico donde trabaja, Nov 2012.

Ermenegildo De Stefano (nacido en Nápoles, Italia) es un periodista, musicólogo, y escritor.

## Biografía
Periodista especializado en música afroamericana y escritor italiano. Periodista, sociólogo y crítico del diario italiano Roma y art-director del Festival italiano de Ragtime. Se graduó en Sociología de la Comunicación, colabora con la RAI televisión desde la década de 1980, que llevó a cabo programas de jazz y publica con regularidad ensayos sobre Nueva Revista Italiana de Música publicada por la RAI.

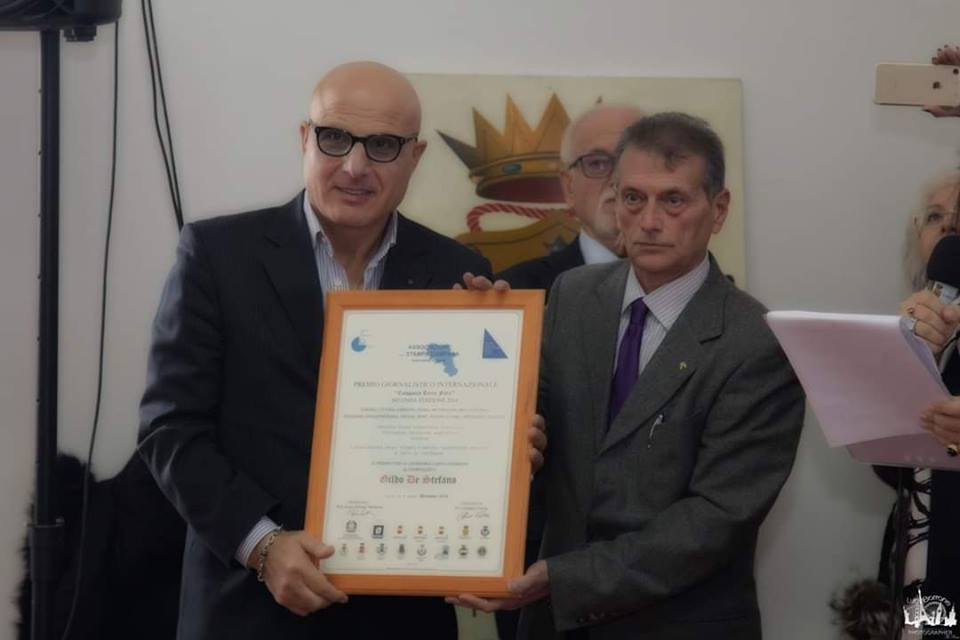
Gildo De Stefano recibe el Premio Internacional de Periodismo Campania Felix del Presidente del Jurado

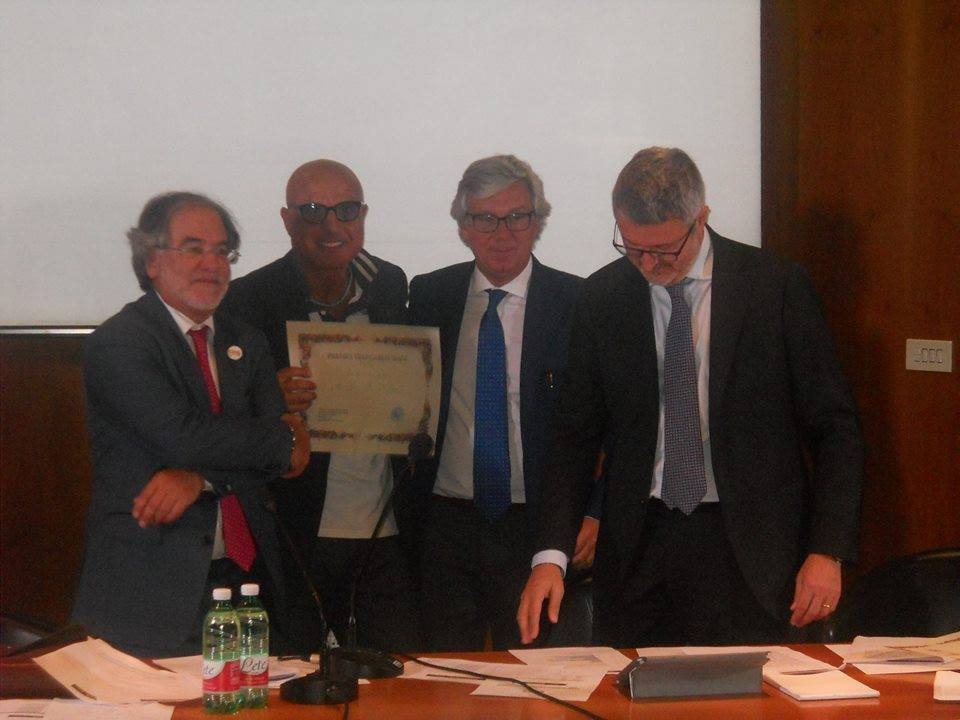
Gildo De Stefano recibió el "Premio de Giancarlo Siani" el editor del periódico IL MATTINO

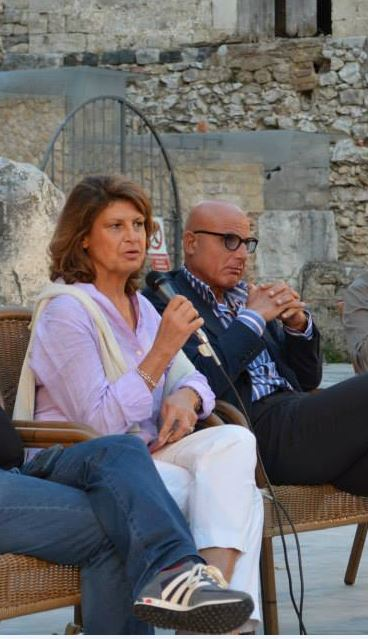
En. Silvia Costa, Presidente de la Comisión Europea de Educación y Cultura, presenta el libro de Gildo De Stefano en Terracina Festival del Libro 2014.

 Organiza cursos y seminarios de Música afroamericana y Escritura Creativa en varias universidades italianas y conservatorios de música. Es el autor de la Historia de Ragtime sólo en italiano, publicado por Marsilio Editori (Venecia), en dos ediciones, en 1984 y en 1991. A mediados de la década de 1990, ha ganado un Premio Nacional de Periodismo del Ministerio de Obras Públicas para que coincidiera con la llegada entre los finalistas del Premio Literario Calvino, y en 2018 recibe el Premio Internacional de Periodismo Campania Felix . Colabora con la Fundación para las entradas de la Enciclopedia Treccani para los afroamericanos y otras revistas internacionales tales como el canadiense CODA.

## Obras
- Il canto nero, Gammalibri Ediciones, Milano 1982.
- Storia del Ragtime, Marsilio Ediciones, Venecia 1984 ISBN 8831749846
- Trecento anni di Jazz, SugarCo Ediciones, Milano 1986.
- Jazz moderno, Kaos Ediciones, Milano 1990.
- Frank Sinatra, Marsilio Ediciones, Venecia 1991.
- Vinicio Capossela, Lombardi Ediciones, Milano 1993.
- Francesco Guccini, Lombardi Ediciones, Milano 1993.
- Louis Armstrong, Ediciones Científicas Italianas, Napoli 1997.
- Vesuwiev Jazz, Ediciones Científicas Italianas, Napoli 1999.
- Il popolo del Samba, Prefacio di Chico Buarque, RAI Ediciones, Roma 2005.
- Ragtime, Jazz & dintorni, Prefacio di Amiri Baraka, Sugarco Ediciones, Milano 2007 ISBN 887198532X
- The Voice. Vita e italianità di Frank Sinatra, Coniglio Ediciones, Roma 2011
- Una storia sociale del jazz, Prefacio di Zygmunt Bauman, Mimesis Ediciones, Milano 2014 ISBN 9788857520018
- Historias napolitanas, Amazon.it, Napoli 2015, ASIN: B00XMZ1HOI
- Balada y la muerte de un gato por carretera - Malcolm! Malcolm!, Prefacio di Claudio Gorlier, Postfacio di Walter Mauro, Amazon.it, Napoli 2015, ASIN: B017LYN7G6
- Saudade Bossa Nova: música, influencias y ritmos de Brasil, Prefacio di Chico Buarque, Introducción di Gianni Minà, Logisma Ediciones, Firenze 2017, ISBN 978-88-97530-88-6
- Frank Sinatra, l’italoamericano, LoGisma Editore, Firenze 2021, ISBN 978-88-94926-42-2
- Ballata breve di un gatto da strada - La vita e la morte di Malcolm X, Prefacio di Claudio Gorlier, Postfacio di Walter Mauro, NUA Ediciones Brescia 2021, ISBN 978-88-31399-49-4
- Diario di un suonatore guercio, inFuga Edizioni, Aversa 2023 ISBN 9791280624352